# José de Mazarredo y Salazar
Jose de Mazarredo y Salazar de Muñatones Cortázar, né le 8 mars 1745 à Bilbao et mort le 29 juillet 1812 à Madrid, est un amiral, cartographe, ambassadeur, astronome et professeur de tactique navale espagnol. Il a participé à la guerre d'indépendance des États-Unis, aux guerres de la Révolution française et aux guerres napoléoniennes. La baie de Mazaredo sur le golfe San Jorge au sud de la Patagonie, en Argentine, et la localité de Mazaredo située à proximité ont été nommées en son honneur.

## Biographie
Jose de Mazarredo y Salazar naquit à Bilbao le 8 mars 1745. Entré dans la marine royale à l'âge de seize ans, il se signala l'année suivante en sauvant par d'habiles manœuvres, sur la côte en face des salines de la Mata, tout l'équipage du bâtiment l'Andaluz composé de 300 hommes.
De simple garde-marine il monta peu à peu à des grades élevés ; il était premier adjudant du major général d'escadre don Francisco de Santisteban en 1775, lors de la malheureuse expédition d'Alger. 22 000 hommes furent débarqués sur la côte d'Afrique : il en périt environ 8 000, et le reste aurait couru de grands dangers, si Mazarredo n'avait indiqué des moyens de rembarquement qui eurent l'approbation du commandant de l'escadre et du général de l'armée d'expédition, et qui en effet sauvèrent ces troupes.
Ayant été promu au rang de major général d'escadre, il fit, en 1780, partie de l'escadre espagnole commandée par don Luis de Córdova y Córdova, qui eut ordre de se joindre à la flotte combinée d'Espagne et de France, sous le commandement du comte d'Orvilliers. Dans ce poste, il rendit un service signalé à toute la flotte, composée de soixante-six bâtiments de guerre, sans compter les frégates et cent trente navires marchands. Sortie de la ville de Cadix, elle faillit être dispersée par les tempêtes ; mais Mazarredo parvint à la faire rentrer dans le port sans la moindre perte.
L'année suivante, la flotte combinée des deux nations se trouvant dans les parages des Îles Scilly, il la sauva une seconde fois : voyant que les ordres donnés par le comte de Guichen qui commandait alors n'étaient d'aucun avantage pour e salut de la flotte, il osa les enfreindre ouvertement pour suivre ses propres idées, qui en effet eurent tout le succès espéré ; et le comte de Guichen convint, après l'événement, que ses ordres étaient mauvais. Mazarredo montra la même habileté dans les manœuvres en 1782 quand l'escadre espagnole revenue dans les eaux de Cadix fut assaillie d'une bourrasque qui faillit la jeter à la côte.
Mazarredo avait été nommé en 1789 lieutenant général des armées navales ; ses grandes connaissances dans les affaires le firent choisir en 1793 par le gouvernement pour rédiger un projet d'ordonnance de la marine. Ce projet fut adopté et revêtu de la signature du roi.
Mazarredo ne fut pas employé activement dans la guerre contre la France ; mais après la paix de Bâle, il eut ordre (avril 1795) de se rendre à Port Mahon pour y prendre le commandement de l'escadre de la Méditerranée. Elevé ensuite au rang de général en chef de l'escadre espagnole, il protégea, dans les journées des 3 et 5 juillet 1797, la ville de Cadix contre le bombardement des Anglais.
Il fit construire en 1799 dans l'île de Léon un observatoire, auquel il attacha quatre astronomes.
En 1801, il prit le commandement de l'escadre espagnole qui fut envoyée à Brest pour coopérer avec la flotte française à l'expédition contre l'Angleterre ; mais il n'eut point d'occasion de déployer ses talents. Il se trouvait à Paris en 1804, et il y remplaça l'amiral Gravina en qualité d'ambassadeur ; au mois d'août de la même année, il fut chargé d'apaiser les troubles qui avaient éclaté dans sa ville natale. Peu de temps après, il fut nommé capitaine général du département maritime de Cadix, et conserva cette position jusqu'en 1807.
Après l'invasion des Français en Espagne, il accepta de Joseph Bonaparte le ministère de la marine le 6 juillet 1808, et conserva cet emploi jusqu'à sa mort arrivée en 1812. Il avait été décoré, en septembre 1809, du grand cordon de l'ordre royal d'Espagne.

## Œuvres
On a de lui :
- Rudiments de tactique navale, Madrid, Imprenta de Joaquín Ibarra, 1776, in-4° ; ouvrage dont Lalande a donné un extrait dans le Journal des savants d'août 1783, p. 432.
- Resumen del Compendio de Navegación del Excmo. señor don Jorge Juan, Cartagena, 1777 ;
- Colección de tablas para los usos más necesarios de la navegación, Madrid, Imprenta Real, 1779 ;
- Instrucciones y señales para el régimen y maniobra de la escuadra del mando del Excmo. Sr. D. Luis de Córdova, Cádiz, 1781 ;
- Lecciones de navegación para uso de la Compañía de Guardias Marinas, Isla de León (Cádiz), 1790 ;
- Ordenanzas Generales de la Armada Naval, Madrid, Imprenta Ibarra, 1793, 2 vols. ;
- Línea de batalla de la Armada del Mediterráneo al mando de D. Joseph de Mazarredo, Cartagena, 1795 ;
- Instrucciones para el régimen de la escuadra en la mar, en sus reconocimientos, para su reunión, sobre sus descubiertas, precauciones de contagio y para su disposición y mantenimiento en combate, Cádiz, Josef Niel, 1797 ;
- Advertencias para el caso de combate, Cádiz, 1797 ;
- Corrección a las señales de táctica para el cuaderno de las del régimen de las escuadras, Cádiz, Imprenta de Josef Niel, c. 1799 ;
- Representación de D. Joseph de Mazarredo al Señor Rey D. Carlos Quarto, sobre su ostracismo de Bilbao, desde Santoña en 8 de diciembre de 1804, Madrid, Imprenta de Ibarra, 1810